# Айна Бестард
Айна Бестард (ісп. Aina Bestard, нар. 1981, Майорка, Іспанія) — іспанська художниця, дизайнерка, авторка дитячих книжок.

## Біографія
Народилася на острові Мальйорка, що розташований у Середземному морі.
Згодом сім'я переїхала до Барселони. У дитинстві дідусь-художник навчив її малювати. З раннього віку близькі підтримували бажання Айни працювати у творчій сфері, тим паче дівчині вдавалося точно відтворювати світ у малюнках. Тому вона вирішила вивчати дизайн в ESDI. Вищу освіту здобула у Барселоні.
Працювала у фешн-відділі ESDI, розробляла дизайн малюнків для Miró Jeans і нижньої білизни для Woman’s Secret.
Проживає і працює на Мальйорці.

## Творчість
Після повернення на Мальйорку Айна почала ілюструвати книги. Мегауспішна серія книжок-розглядалок для дітей «Що ховається...» (What's Hidden) перекладена на 13 мов і загальний тираж становить понад 250 000 примірників. В Україні першу книжку із серії («Що ховається у лісі?») видали у 2016 році у Видавництві Старого Лева. Специфіка ілюстрацій в тому, що розглядання через спеціальні скельця дозволяє побачити нові деталі на малюнках. Художниця створила оптичну ілюзію за допомогою трьох кольорів і густо переплетених ліній:
«Контурні ілюстрації в книзі надруковано трьома кольорами — жовтим, блакитним і червоним. Різнокольорові лінії переплітаються одна з одною, утворюючи справжні візерунки, в яких впізнаєш загальні обриси таємничого лісу. Але якщо подивишся на них крізь «чарівні скельця» — кольорові пластикові фільтри, — то неодмінно побачиш те, що сховалося від твоїх очей. На кожній сторінці можна прочитати підказки, через який кольоровий фільтр досліджувати справжні таємниці лісового життя.». 

## Українські переклади
- Що ховається у лісі? / Айна Бестард, Мірея Тріус ; іл. Айна Бестард ; пер. з ісп. Ольги Горби. — Львів : Видавництво Старого Лева, 2016. — 24 с. — ISBN978-617-679-311-3 [Архівовано 27 вересня 2020 у Wayback Machine.].
- Що ховається у морі? / Айна Бестард ; іл. Айна Бестард ; пер. з ісп. Ольги Горби. — Львів : Видавництво Старого Лева, 2017. — 24 с. — ISBN978-617-679-407-3 [Архівовано 8 серпня 2020 у Wayback Machine.].
- Що ховається у тілі? / Айна Бестард, Мірея Тріус ; іл. Айна Бестард ; пер. з ісп. Ольги Горби. — Львів : Видавництво Старого Лева, 2017. — 24 с. — ISBN978-617-679-473-8 [Архівовано 23 вересня 2020 у Wayback Machine.].